# Hays Code

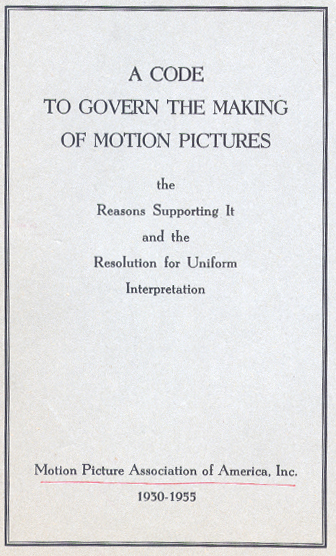
Titelseite des Production Codes

Der Hays Code (oder Production Code) war eine Zusammenstellung von Richtlinien zur Herstellung von US-amerikanischen Spielfilmen, mittels derer „moralisch akzeptable“ Darstellungen besonders von Kriminalität, sexuellen und politischen Inhalten reguliert und überwacht wurden.

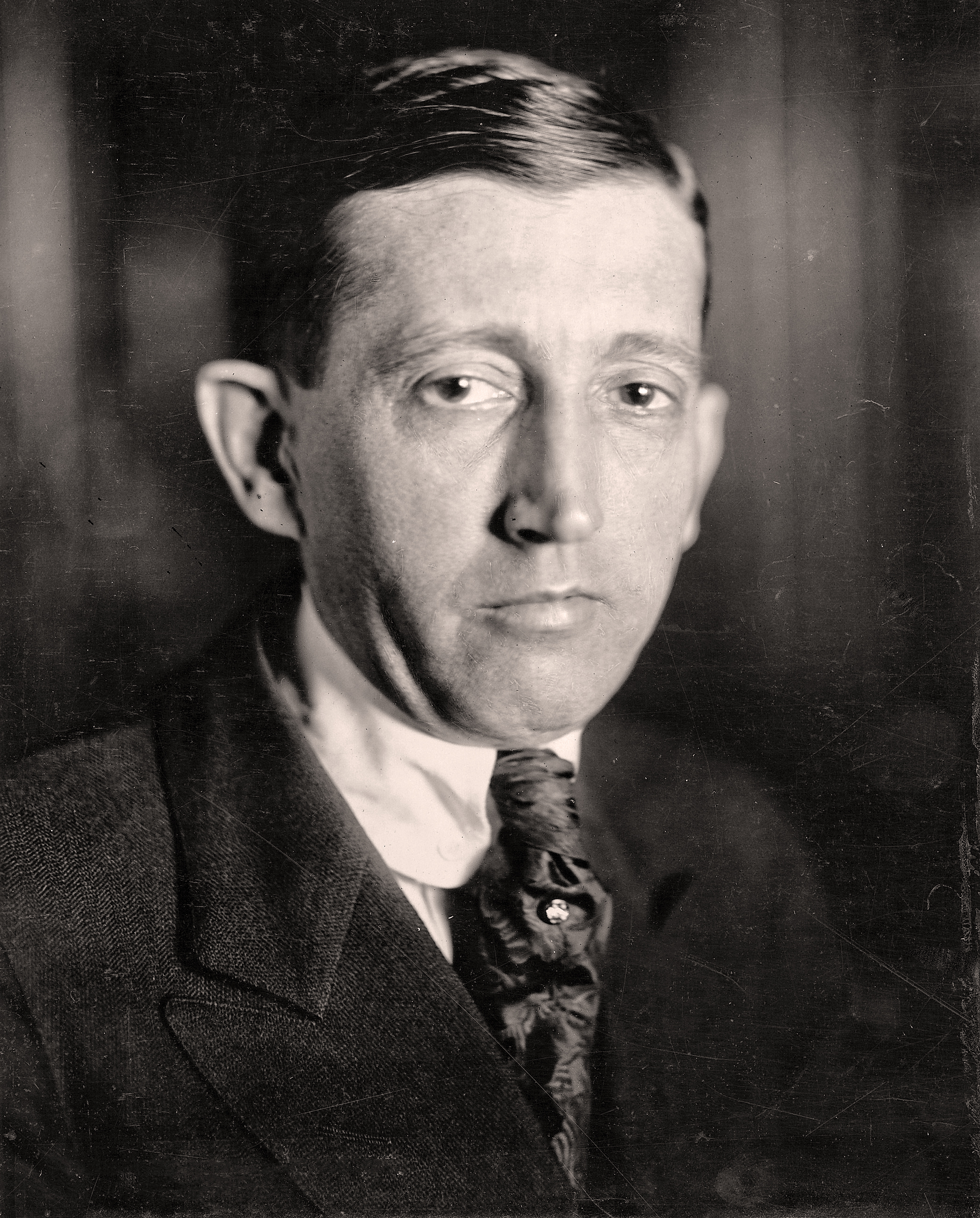
Will H. Hays setzte sich vehement für die Einführung des Production Codes ein, der deshalb umgangssprachlich auch als „Hays Code“ bekannt ist.

Die Motion Picture Producers and Distributors of America, Inc. (MPPDA, heute MPA), der Dachverband der US-amerikanischen Filmproduktionsfirmen, übernahm den Kodex 1930 zunächst auf freiwilliger Basis; angesichts drohender Zensurgesetze von Seiten der Regierung wurde er jedoch ab 1934 für Filmproduktionsunternehmen zur Pflicht. 1967 wurde der Code abgeschafft.

## Geschichte

### Vorgeschichte und Entstehung
Bereits 1907 war das noch relativ junge Medium des Kinos zur beliebtesten Freizeitbeschäftigung der Amerikaner geworden, von denen jeden Tag über zwei Millionen eines der über 3000 Nickelodeons im ganzen Land besuchten. Die Nickelodeons waren billig, und es gab weder feste gesetzliche Vorgaben für deren Öffnungszeiten noch für Altersbeschränkungen beim Zutrittsrecht. Die erste Kritik an diesen Vorformen des Kinos richtete sich allerdings weniger gegen die Inhalte der Filme, als vielmehr gegen das soziale Umfeld, in dem die Nickelodeons standen. Die damals schon mächtigen Sozialverbände propagierten, dass die Filme Jugendliche, die zwischen Fiktion und Wirklichkeit nicht unterscheiden könnten, zu Unmoral und Kriminalität erziehen würden. Dabei würde das ungesunde soziale Umfeld rund um die Standorte der Kinos dieser Entwicklung Vorschub leisten.
1907 übertrug erstmals der Stadtrat von Chicago auf Druck örtlicher kirchlicher und sozialer Interessengruppen der Polizei die Aufgabe, für die Vorführung von Filmen Lizenzen zu vergeben oder zu verweigern, wenn der Inhalt unmoralisch oder obszön sein sollte. Als Maßstab für die Beurteilung galt die „gesunde und erbauliche Geisteshaltung des Durchschnittsbürgers“. Damit blieb es dem jeweiligen Zensor und seinen persönlichen Einschätzungen überlassen, die Entscheidung im Einzelfall zu treffen.
Bereits 1909 reagierte die Filmindustrie auf dieses Vorgehen und nach dem Verbot zweier Western bestritten die bestellten Anwälte der Produzenten die Rechtmäßigkeit der Zensur. Die Klage blieb erfolglos und in der Folgezeit gab es im gesamten Land eine Vielzahl von Verordnungen und Gesetzen auf kommunaler Ebene, die sich mit der Auslegung dieser Richtlinien beschäftigten und diese konkretisierten. Die Folgen waren eine extreme Heterogenität und eine zunehmende Unzufriedenheit der Produzenten, die angesichts der zunehmenden Wahllosigkeit der Vorgaben erhebliche Probleme bei der Wahl des richtigen Filmstoffs hatten. Als schließlich eine Allianz aus fortschrittlichen Sozialverbänden den Filmproduzenten eine freiwillige Selbstkontrolle vorschlug, willigten die Produzenten ein.
Das National Board of Review (NBR), das aus „unbescholtenen“ Bürgern zusammengesetzt war, sollte Filme überprüfen, bewerten und Schnitte vorschlagen. Als Richtlinie zur Objektivierung des Verfahrens diente ein sieben Punkte umfassendes Programm, das allerdings von Anfang an unter einer gewissen Beliebigkeit und Unklarheit der Punkte litt.
Danach waren verboten („prohibited“):
| Englisch | Deutsch |
| --- | --- |
| obscenity in all forms | Obszönität in allen Formen |
| vulgarity when it offends or when it verges toward indecency, unless an adequate moral purpose is served                                                           | Vulgarität, wenn sie beleidigt oder wenn sie an Unsittlichkeit grenzt, es sei denn, sie dient einem angemessenen moralischen Zweck                                                       |
| the representation of crime in such a detailed way as may teach the methods of committing crime except of winning to the whole public                              | Die Darstellung der Kriminalität in einer derart detaillierten Form, dass sie durch die Darstellung von Methoden zur Begehung von Straftaten anregt, außer wenn sie der Aufklärung dient |
| morbid scenes of crime, where the only value of the scene is morbidity or criminal appeal                                                                          | Morbide verbrecherische Szenen, deren einziger Wert die Darstellung der Morbidität oder der Straftat ist                                                                                 |
| the unnecessary elaboration or prolongation of scenes of suffering, brutality, vulgarity, violence or crime                                                        | Die unnötige ausführlichere Herausstellung oder Verlängerung von Szenen mit Leid, Brutalität, Gemeinheit, Gewalt oder Kriminalität                                                       |
| blasphemy | Gotteslästerung |
| scenes of films which because of elements frequently very subtle they contain, have a deteriorating tendency on the basic moralities or necessary social standards | Szenen von Filmen, die aufgrund ihrer häufig subtilen Inhalte tendenziell bewirken, grundlegende moralische oder notwendige soziale [Verhaltens-]Normen zu verderben                     |

Als zu Beginn der 1920er Jahre im Kongress der Vereinigten Staaten Stimmen laut wurden, die ein nationales Zensurgesetz forderten, wurde 1922 die Motion Pictures Producers and Distributors Association gegründet. Damit wurde die Gefahr eines einheitlichen Zensurgesetzes beseitigt und die Verantwortung für die Einhaltung der Vorgaben an die Filmindustrie zurückdelegiert. Will H. Hays, ein ehemaliger Wahlkampfmanager des republikanischen Präsidenten Warren G. Harding, wurde als Vorsitzender etabliert und versprach, eine Sammlung moralischer Grundsätze zusammenzustellen, an die sich Filmemacher halten sollen.

### 1930 bis 1934 – Der Hays-Code alsFreiwillige Selbstkontrolle
Nach langer Vorbereitung veröffentlichte 1927 das Büro von Will Hays zunächst eine Liste von Don’ts (Tu das nicht!) und Be Carefuls (Sei vorsichtig) und am 31. März 1930 eine formelle Version dieser Liste, die nun den Namen „Production Code“ trug.
Diese wurde von Filmemachern aber weitgehend ignoriert. Es fehlte schlichtweg ein Mechanismus zur Durchsetzung der Forderungen. Zudem befand sich das Land Ende der 1920er, Anfang der 1930er Jahre in einer großen Wirtschaftskrise (Great Depression), und die US-amerikanischen Filmemacher reflektierten die Lebenswirklichkeit in teilweise sehr realistischen Filmen über Armut und Gewalt. Gangsterfilme, die teilweise sehr brutale Szenen enthielten, waren en vogue, und ihnen wurde häufig vorgeworfen, aus Gangstern mehr oder weniger romantische Helden zu machen und Gewalt zu verherrlichen. Auch waren „Bekenntnisfilme“ beliebt, die die Heldin mehr oder weniger zwangsläufig als Prostituierte oder Geliebte eines reichen Mannes zeigten. Viele Heldinnen hatten uneheliche Kinder und verbrachten reichlich Filmmeter mit der Suche nach einem Ehemann. Die Filme sind heute als Pre-Code-Filme bekannt.
Der Streit um eine verstärkte Filmzensur verschärfte sich aufgrund zweier Ereignisse: Mae West drehte 1933 zwei Streifen, die sehr offen mit dem Thema Sexualität umgingen, wenn auch nur verbal. Und Paramount, die bereits Mae West unter Vertrag hatten, drehten trotz ausdrücklichen Verbots der Zensurbehörde den Film The Story of Temple Drake nach dem Roman Die Freistatt von William Faulkner. Die Schilderung einer jungen Frau aus gutem Haus, die nach einer Vergewaltigung mit dem Täter zusammenlebt, empörte vor allem die katholische Kirche, die mit massivem Druck eine effektivere Filmzensur forderte.

### Verschärfung und Durchsetzung des Codes

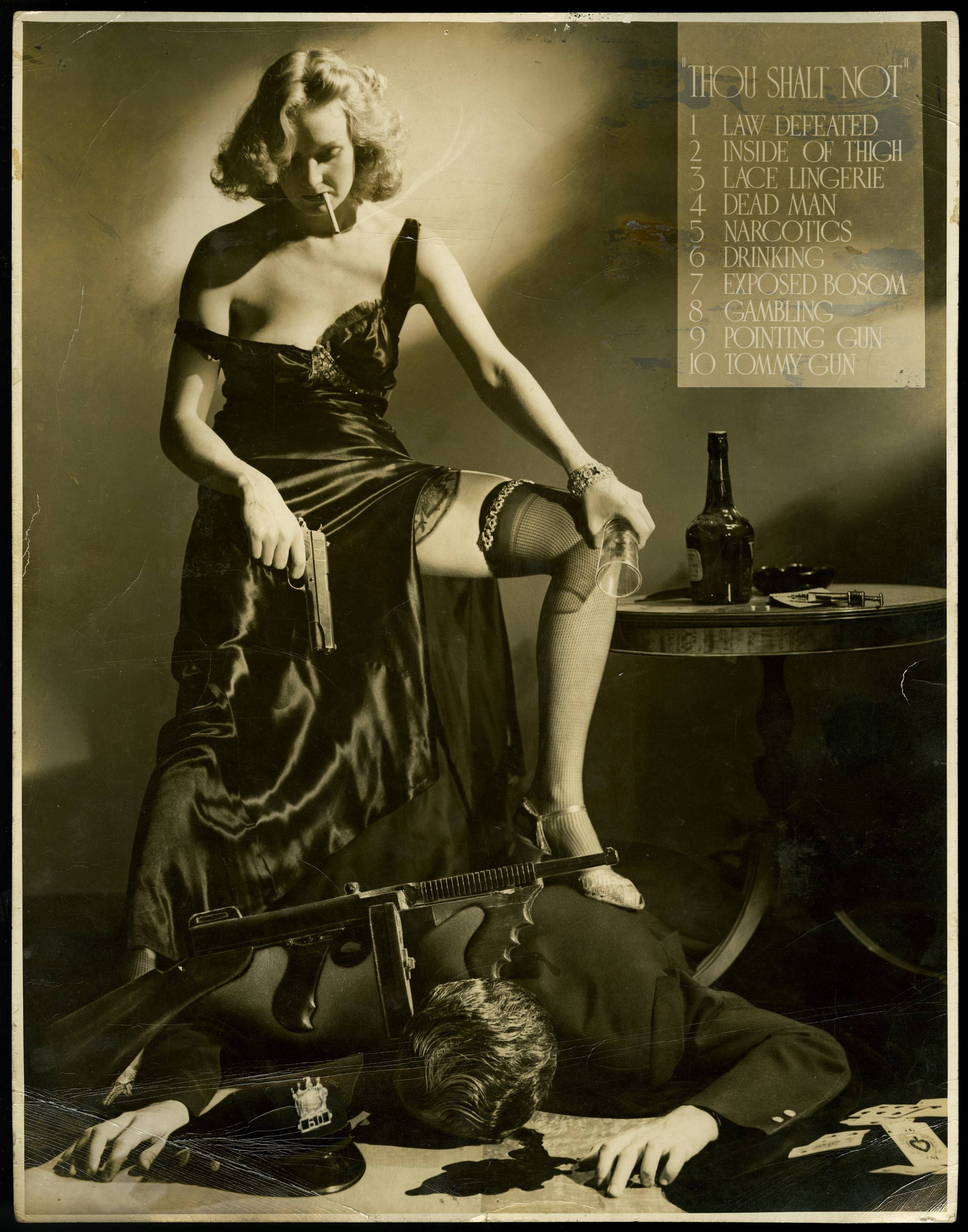
Thou Shalt Not, ein den Hays Code absichtlich untergrabendes Foto von Whitey Schafer (1940)

Mit dem Aufkommen und der steigenden Popularität von Tonfilmen und der oben erwähnten „Verschlechterung der Situation“ meinte man, dass man dringend ein Mittel zur effektiven Durchsetzung des Codes benötige. Am 13. Juni 1934 wurde daher die Production Code Administration (PCA) gegründet. Von nun an mussten alle neuen Filme von diesem Büro begutachtet werden. Stand der Film im Einklang mit den Forderungen des Codes, so konnte er veröffentlicht werden. Bei Verstößen wurde eine Strafe von 25.000 Dollar fällig, und – weitaus schlimmer – er durfte nicht in den MPPDA-Kinos anlaufen, zu denen die wichtigen Premieren-Kinos gehörten. Damit wurde der Hays-Code zum Standard für Filmschaffende in den USA. So wurden Szenen, die der Code als verboten oder gefährlich ansehen könnte, erst gar nicht gedreht.
Die 1933 gegründete Catholic Legion of Decency, auch National Legion of Decency genannt, repräsentierte etwa 20 Millionen Katholiken in den USA und konnte über Boykottaufrufe missliebige Filme in einen wirtschaftlichen Misserfolg verwandeln. Um Strafen und Boykottmaßnahmen zu umgehen, wurden Drehbuchautoren und Regisseure aber auch sehr kreativ in der indirekten Darstellung von Sex- oder Gewaltszenen. Zum Beispiel ließ man Gewalttaten im Off stattfinden, der Geschlechtsakt wurde symbolisch dargestellt. Ein Beispiel dafür ist das Filmende in Der unsichtbare Dritte von Alfred Hitchcock: Die Helden Thornhill und Eve finden sich als Ehepaar im Schlafwagen eines Zuges wieder, küssen sich im Liegewagen, und der Zug fährt in einen Tunnel.
Die PCA regulierte und überwachte ab Mitte der 1930er Jahre in Zusammenarbeit mit Regierungsbehörden zunehmend strikter auch die politischen Standards der Filmindustrie. Spätestens mit Eintritt der Vereinigten Staaten in den Zweiten Weltkrieg mussten alle Filme der PCA vorgelegt werden, das nun direkt dem United States Office of War Information (OWI) zugeordnet war. Damit unterstanden sämtliche Studios der Regierung und hatten die Aufgabe, die Kriegsführung der USA zu unterstützen. Das OWI war ein zusätzliches Instrument für die inhaltliche Steuerung der US-amerikanischen Filmproduktion und vergab ab Juni 1942 Lizenzen, ohne die kein Film mehr gedreht werden konnte.
1944 erfolgte die Eingliederung der PCA in die Motion Picture Alliance for the Preservation of American Ideals, deren ausführendes Organ das Komitee für unamerikanische Umtriebe (HUAC) war. Auch wenn dort die politische Zensur im Vordergrund stand, erfolgte weiterhin unter der Leitung von Joseph Breen im sogenannten Breen-Office eine Zensur hinsichtlich sexueller Inhalte. Ihren Höhepunkt erreichte die US-amerikanische Filmzensur zwischen 1947 und etwa 1956, der heute sogenannten McCarthy-Ära. Während dieser Zeit wurden linker Sympathien verdächtigte Filmschaffende vor das HUAC geladen und vor die Wahl gestellt, mit diesem zusammenzuarbeiten oder Gefängnisstrafen zu riskieren. Gleichzeitig beschloss eine Gruppe von Repräsentanten von Hollywood-Filmstudios unter Verdacht stehende Filmkünstler nicht mehr zu beschäftigen, was dem beruflichen Aus in der Filmindustrie gleichkam. Dies war die Ausgangsbasis für die so genannte Schwarze Liste.

### Das Ende des Codes
Die Durchsetzung des Codes wurde ab den späten 1950er Jahren zunehmend schwerer. Filme wie Anatomie eines Mordes, Plötzlich im letzten Sommer, Glut unter der Asche und Alle meine Träume beschäftigten sich mehr oder weniger explizit mit Themen, die bislang nicht Gegenstand von Unterhaltungsfilmen waren. In den 1960er Jahren war der Code noch pro forma in Kraft und wurde erst 1967 durch den neuen Präsidenten der MPAA, Jack Valenti, abgeschafft. An seine Stelle trat ein Jahr später ein freiwilliges Bewertungssystem, das bis heute Bestand hat.